# Syndyas nigripes
Syndyas nigripes är en tvåvingeart som först beskrevs av Zetterstedt 1842.  Syndyas nigripes ingår i släktet Syndyas och familjen puckeldansflugor. Arten är reproducerande i Sverige. Inga underarter finns listade i Catalogue of Life.